# Oleg Kotov
Oleg Valerijevitj Kotov ((russisk):Олег Валериевич Котов) blev født 27. oktober 1965 i Simferopol i Ukraine. Han er en del af ekspedition 15 til Den Internationale Rumstation (ISS). Han blev opsendt sammen med Fjodor Jurtjikhin og rumturisten Charles Simonyi fra Bajkonur Kosmodromen d. 7. april 2007 om bord på Sojuz TMA-10.
30. maj 2007 udførte Kotov og Jurtjikhin en rumvandring på 5 timer og 25 minutter for at installere paneler, der skal beskytte ISS mod rumskrot. Dette var Kotovs første rumvandring.